# Cezar Kunikov (1986)
Cezar Kunikov (BDK-64, ex 158, ex 134, ex 127) byla velká výsadková loď projektu 775/II (v označení NATO třída Ropucha-I) ruského námořnictva, která byla potopena ukrajinskými ozbrojenými silami ve spolupráci s ukrajinskou rozvědkou 14. února 2024. Stalo se tak na 81. výročí smrti důstojníka sovětské námořní pěchoty Cezara Kunikova, po kterém byla loď pojmenována. Většina posádky dle ukrajinských zdrojů nepřežila.
Loď byla vyrobena v gdaňských loděnicích v Polsku a spuštěna na vodu 30. října 1986. Sloužila u 197. brigády Černomořské floty, jejím domovským přístavem byl Sevastopol.

## Historie služby

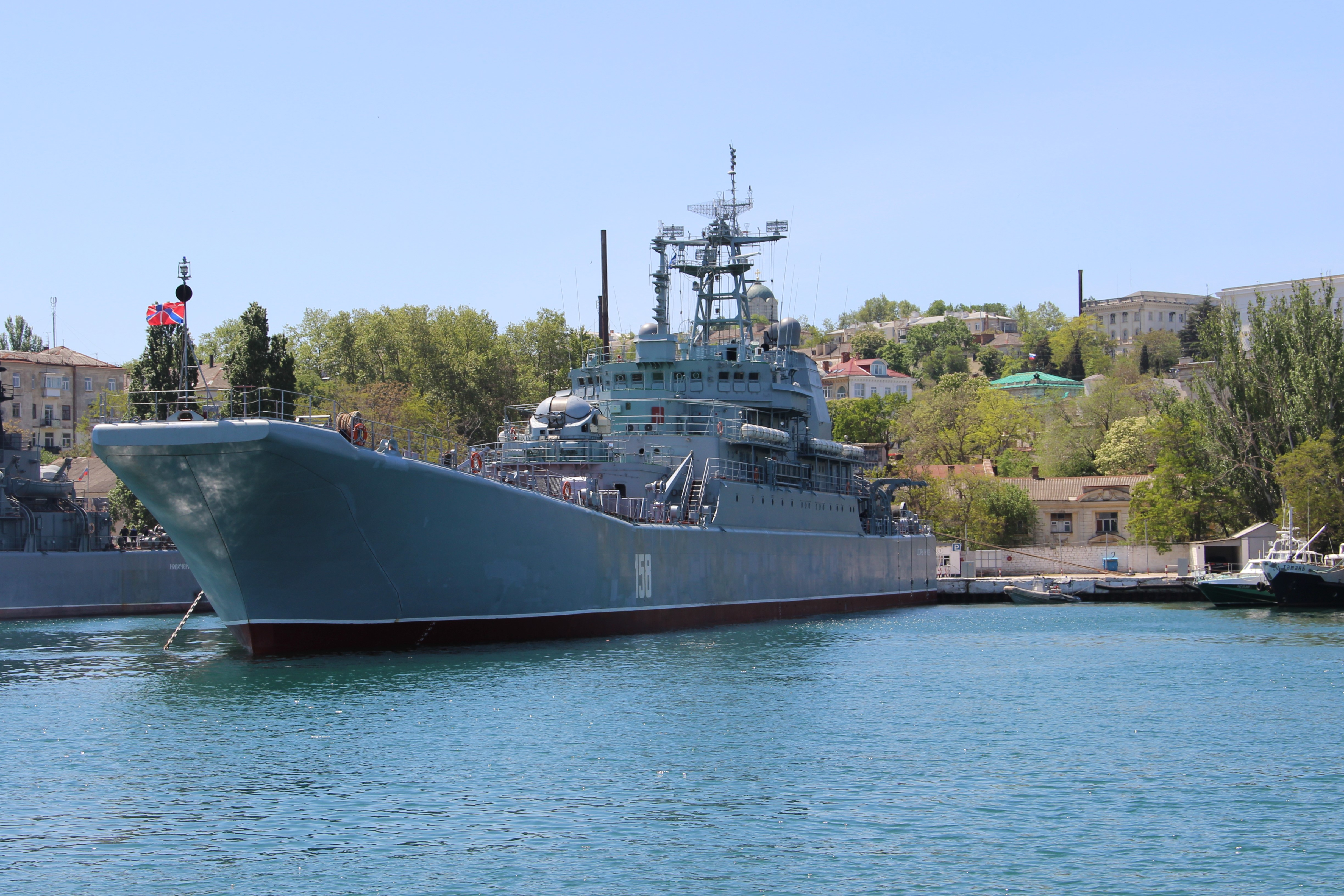
Cezar Kunikov v Sevastopolu v roce 2015

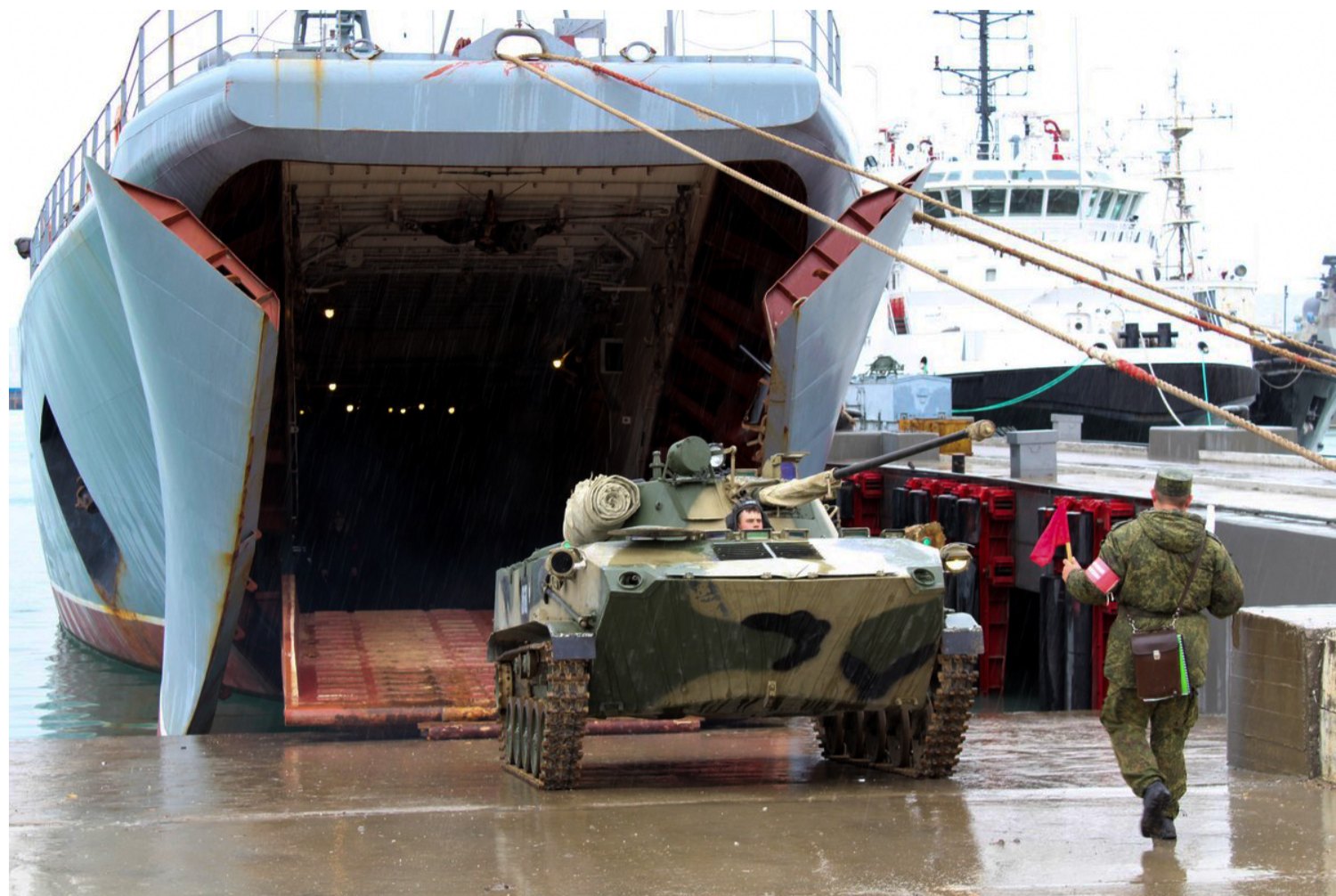
Obrněné vozidlo BMD-3 opouští palubu výsadkové lodě Cezar Kunikov

### Syrská občanská válka
V říjnu 2015 byl Cezar Kunikov poslán do Sýrie s nákladem zbraní a střeliva pro syrskou arabskou armádu.

### Rusko-ukrajinská válka
Dne 24. března 2022 generální štáb ukrajinských ozbrojených sil oznámil, že Cezar Kunikov a jeho sesterská loď Novočerkassk byly poškozeny během útoku, který zničil loď Saratov v přístavu Berďansk. Na videu z incidentu bylo vidět, jak Cezar Kunikov i Novočerkassk brzy po útoku z přístavu odjíždějí. Přední část jedné z lodí přitom byla v plamenech, nebylo však zřejmé, která z nich hoří.
Dne 18. dubna 2022 bylo oznámeno, že velitel lodi Alexander Chirva zemřel během invaze na Ukrajinu.
Dne 24. srpna 2022 bylo zveřejněno, že jak Cezar Kunikov tak Novočerkassk jsou mimo provoz kvůli nedostatku náhradních dílů. Ten byl přisuzován mezinárodním sankcím uvaleným na Rusko.
Dne 14. února 2024 ukrajinské ozbrojené síly oznámily, že Cezar Kunikov byl potopen poblíž města Alupka na Krymu námořními drony Magura V5, které patřily Hlavnímu ředitelství zpravodajské služby ukrajinského ministerstva obrany.  Stalo se tak na 81. výročí smrti sovětského hrdiny Cezara Kunikova, po kterém byla loď pojmenována. Kunikov podlehl svým zraněním 14. února 1943 v Gelendžiku. Byl smrtelně zraněn během bitvy o strategickou oblast Malá země nedaleko Novorossijsku, kde se jeho jednotka deset dní předtím vylodila v týlu Wehrmachtu.
Ruští vojenští blogeři potopení lodi potvrdili, ruské vedení zprávu odmítlo komentovat. Mluvčí ukrajinské vojenské rozvědky Andrij Jusov uvedl, že většina posádky nepřežila.